# Guerra Blanca
La Guerra Blanca o Front Alpí (Guerra Bianca en italià, Gebirgskrieg «Guerra de muntanya» en alemany) identifica el context particular i el conjunt d'esdeveniments del front italià durant la Primera Guerra Mundial que es va lluitar entre 1915 i 1918 als Alps del Tirol del Sud, entre les tropes del Regne d'Itàlia i de l'Imperi Austrohongarès en els escenaris d'altitud mitjana i alta dels sectors operatius d'Ortles-Cevedale,  Adamello-Presanella  i Marmolada.

## El terreny
El maig de 1915, la frontera entre Itàlia i Àustria-Hongria era la línia establerta al final de la tercera guerra de la independència italiana en 1866 i l'annexió de la regió del Vèneto; era una zona principalment muntanyosa i la seva part occidental corresponia gairebé amb l'actual frontera administrativa de la regió de Trentino-Alto Adige.
El punt més baix, a només 65 metres sobre el nivell del mar, es trobava al Llac de Garda, a Riva, però a l'oest d'aquesta línia estan els 3.000 del grup d'Ortles-Cevedale. A l'est, les cotes són més baixes; Marmolada arriba a la notable altitud de 3.342 metres, però sobre la zona de la serra i de la llarga cadena de Lagorai (2.847 m), la morfologia particular de les Dolomites, mancades de llargues crestes contínues, va imposar a la frontera un desenvolupament molt irregular i amb freqüents pendents fortes. Continuant cap a l'est, la frontera s'estén al llarg de la cadena dels Alps Càrnics, per a després trobar-se amb les Dolomites a Kreuzbergpass i després pujar ràpidament a les grans muntanyes: Croda Rossa di Sesto, Cima Undici, Monte Popera, Croda dei Toni fins a tocar els Tre Cime di Lavaredo, on descendeix creuant la vall Rimbon i amb un gir retorçat deixa en territori italià gran part del Monte Piana. Abandonant a Carbonin, puja al cim del Monte Cristallo i després baixa cap a la vall de l'Ansiei, deixant el Passo Tre Croci a Àustria; a través de les crestes del Sorapis s'arriba a la vall d'Ampezzo, al sud de Cortina. La frontera travessa el Becco di Mezdì i la Croda del Lago, segueix el pas Giau i es dirigeix cap al sud fins als peus de la Marmolada, per a seguir cap al pas San Pellegrino al llarg de la cadena de Lagorai, fins a arribar a la vall de l'Adige passant pel Mont Ortigara, l'altiplà de Sette Comuni i el Pasubio. Després la frontera toca l'extrem nord del llac de Garda, d'on reprèn la seva carrera cap al nord per la frontera administrativa, tocant el mont Adamello i el Pas del Tonale, i continuant fins al massís Ortles-Cevedale a la frontera amb Suïssa.

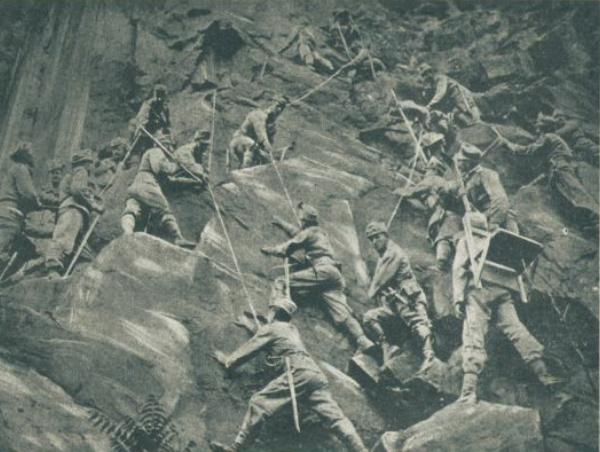
Tropes austrohongareses escalant cap a un lloc fins llavors inaccessible (1915)

El terreny rocós i vertical, el mal temps i les muntanyes altes van determinar en gran manera com dur a terme les accions i planificar estratègies en tots dos exèrcits. Des de l'inici del conflicte, els contendents es van involucrar en un desafiament per a ocupar les posicions més elevades, com una mena de joc, que els va portar ràpidament als cims de les muntanyes.
Les muntanyes de les tres cadenes muntanyoses són de fet molt altes (amb una quota mitjana de més de 2.000 m, fins a 3.905 m del cim de l'Ortler) i difícils d'accedir. Com més ens allunyem de la part inferior de la vall, és més necessari la utilització d'animals de càrrega i de les espatlles dels homes per al transport, fins i tot de les pesades càrregues del material d'artilleria. Només amb el progrés del conflicte durant els anys, es va crear una densa xarxa de carreteres, pistes i camins, per a arribar als llocs d'avançada més inaccessibles; en els dos últims anys de la guerra, finalment va ser sistematitzat l'ús de telefèrics, però la mateixa realització d'aquesta infraestructura de carreteres i telefèrics va ser potser l'empresa de la Guerra Blanca que va requerir més esforços i sacrificis.
Les passarel·les desafiants amb el bon temps i la llum del dia, eren creuades freqüentment per tropes que normalment ho feien de nit, amb càrregues pesades i en qualsevol temps atmosfèric. Milers de soldats van haver d'acostumar-se a un ambient hostil, amb condicions molt estrictes, com ara forts vents, tempestes, llamps, temperatures hivernals sota zero, caigudes de roques i allaus.

## El clima

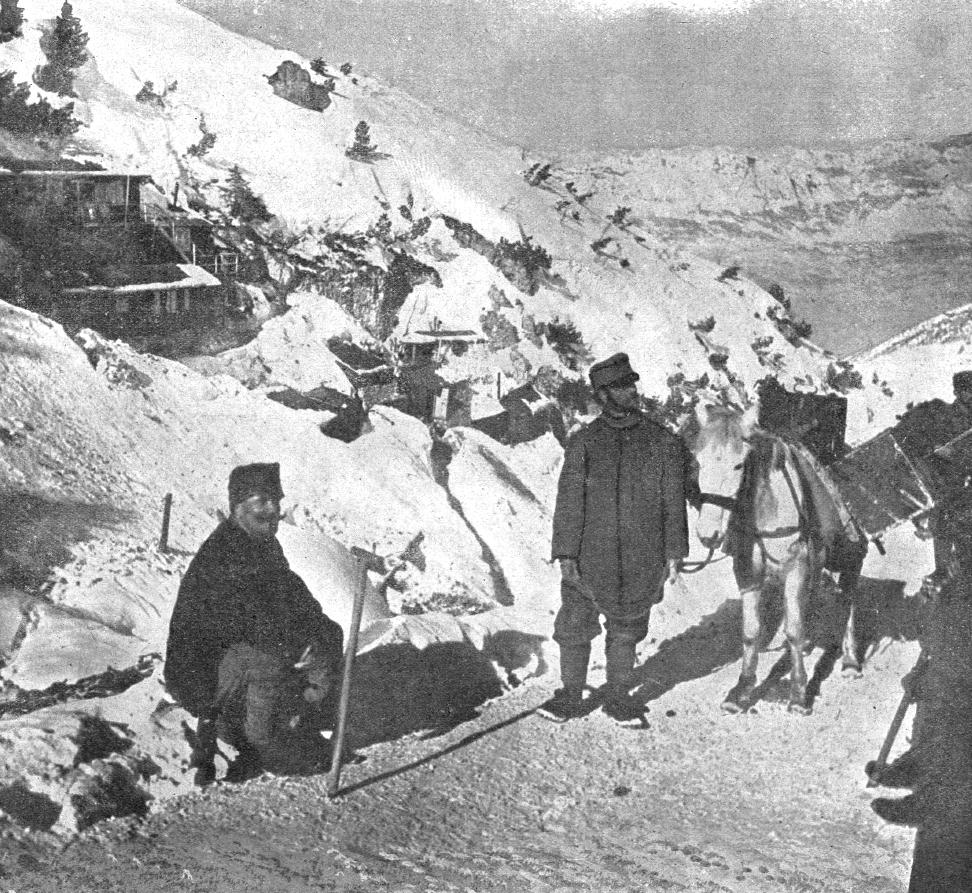
Casernes austrohongareses al front alpí (entre 1917 i 1918)

A l'alta muntanya els rangs de temperatura són importants i per sobre dels 2.500 m són normals, fins i tot a l'estiu, les temperatures sota zero; la temperatura mínima diària en la major part de la zona és del voltant de -10 °C. A l'hivern la temperatura descendeix fins i tot diverses desenes de graus, i durant els anys de conflicte sovint es van registrar temperatures per sota de -35 °C.
El clima canvia ràpidament i les tempestes sovintegen, no només en els mesos més freds. A més, els hiverns de 1916 i 1917 van ser els més nevosos de segle, amb precipitacions totals registrades de més de 16 metres. Això va fer que fos molt difícil romandre tropes a gran altitud, obligant als homes a excavar i remoure la neu; però sobretot, la gran quantitat de neu caiguda va augmentar alarmantment el risc d'allaus.
La neu, en particular, limitava els moviments, deixant a guarnicions senceres completament aïllades durant dies i agreujant la fam que patien els soldats, que sortien de les casernes i travessaven els vessants costeruts i mortals per arribar a la base més propera a la recerca de menjar.
Fins i tot la vida a l'interior d'un refugi era difícil. El clima i el terreny dificultava la construcció de grans edificis a les muntanyes, i els soldats van haver de romandre en refugis molt estrets, sentint la pudor de la llana mullada barrejada amb el fum de les estufes i gairebé sense aliments.
Segons algunes estimacions es calcula que durant la Guerra Blanca, per a tots dos bàndols, prop de 2/3 dels morts eren víctimes dels elements i només 1/3 per les accions militars directes; no obstant això, els primers sovint s'ignoren i no es compten entre els morts de guerra.

## Els subministraments

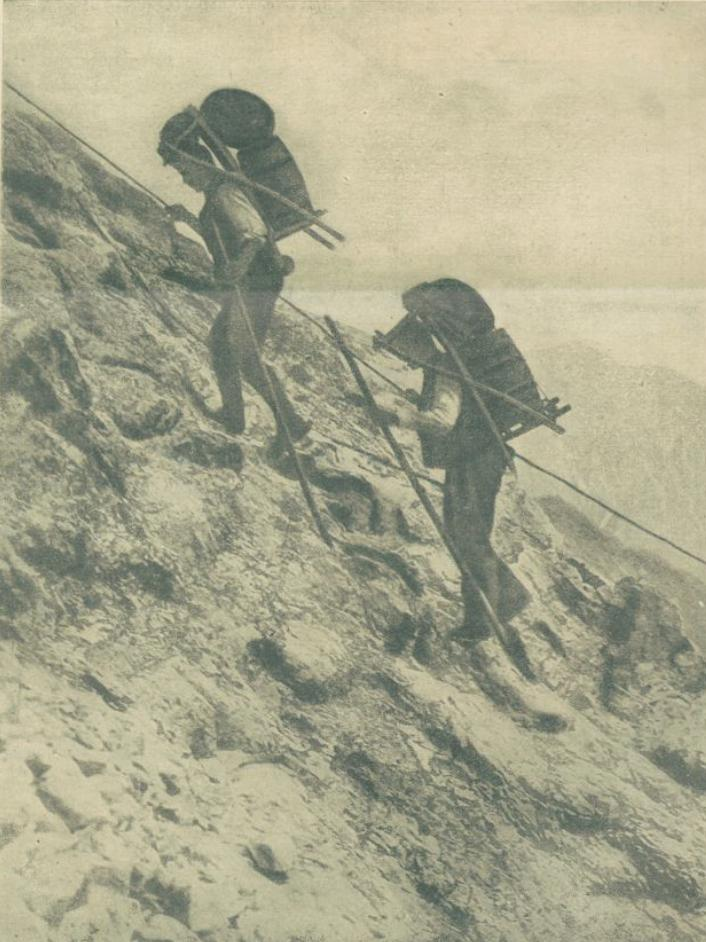
Transport d'aigua potable (1917)

Quan va començar la guerra el 1915, les províncies de cada banda de la frontera eren pobres i es va haver de construir carreteres cap a les muntanyes per tal d'enviar els subministraments. Una vegada que els subministraments estaven al peu de la muntanya, es pujaven a la muntanya amb mules o sobre l'espatlles dels homes. Era un treball inhumà i per cada soldat al front calien 9 persones per a portar subministraments. Per a protegir-se de les bales enemigues es solia viatjar de nit, quan feia més fred i era més difícil de mantenir els ulls en el camí.
A mesura que s'enviava més material per als soldats, també es van millorar les carreteres i es van construir telefèrics i ferrocarrils per a fer més ràpid el transport. Al començament de la guerra els subministraments trigaven 8 dies a arribar; cap al final de la guerra es trigava tan sols unes hores per a fer la mateixa distància.
Quan es va acabar la guerra, les sumes gegantines que es van gastar en infraestructures a la xarxa ferroviària, carreteres i en senders a les muntanyes, van demostrar ser una bona inversió econòmica, ja que va desenvolupar molt la zona i va atraure gran quantitat de turistes a la regió. Fins i tot avui en dia el lloc és una popular destinació turística.

## Batalla

### La preparació de la guerra
Quan va esclatar la Primera Guerra Mundial en 1914, el territori italià que no corresponia a l'actual: no incloïa l'actual regió de Trentino-Alto Adige i la frontera entre Itàlia i Àustria-Hongria començava des del pas de l'Stelvio, seguia a través dels massissos d'Ortles-Cevedale i d'Adamello-Presanella, molt per sobre de 2.000 m sobre el nivell del mar, descendint només per les escarpades muntanyes de l'Alto Garda Bresciano. En el sector septentrional de l'inici de les dues valls llombardes frontereres, Valtellina i Val Camonica, acaben respectivament, amb l'Stelvio i el Pas del Tonale.

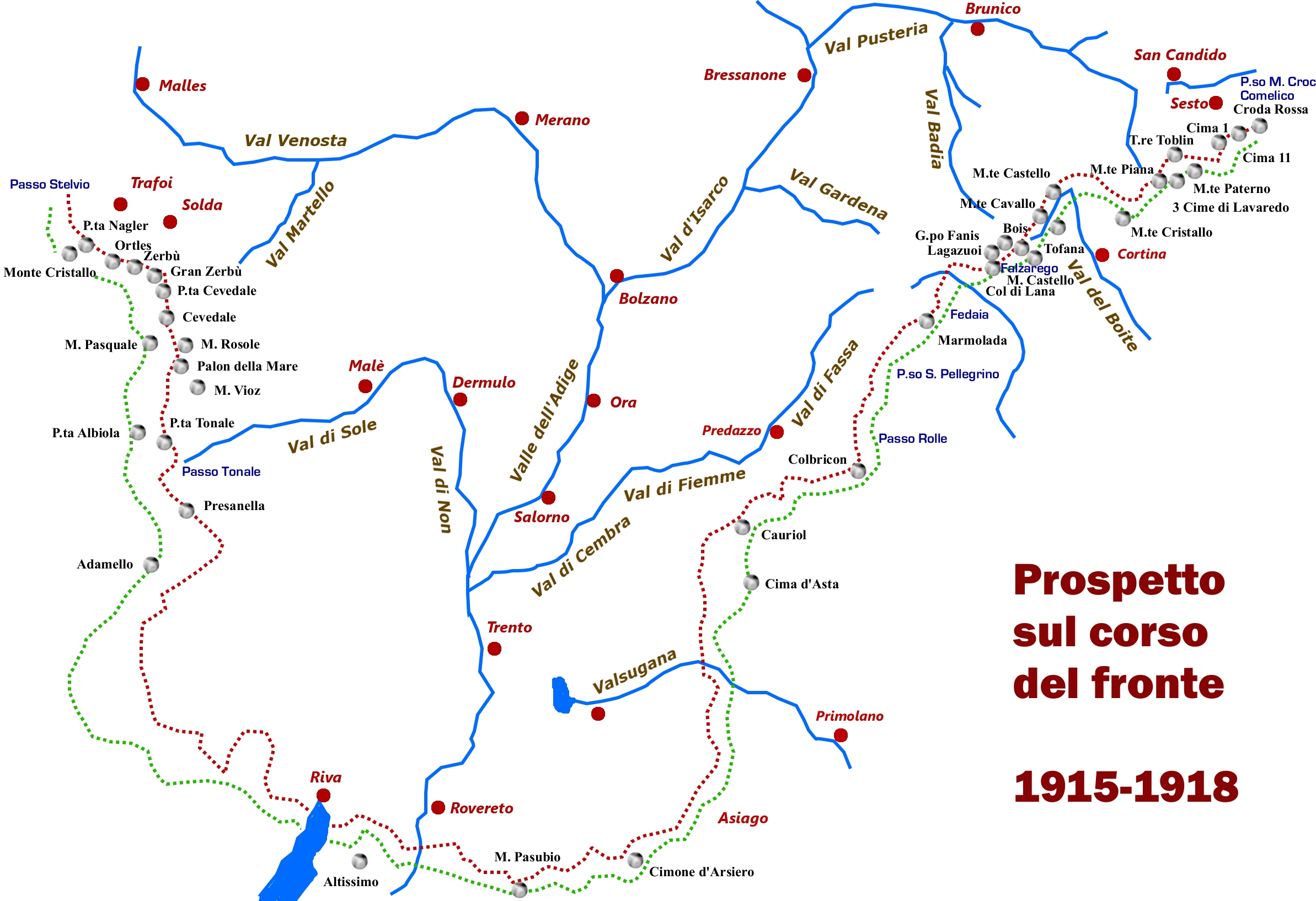
Esquema del front alpí (1915-1918)

Per tant, les dues principals carreteres de l'Stelvio i el Tonale podrien permetre l'avanç italià pel Tirol i, en sentit contrari, el moviment de l'Imperi austrohongarès cap als centres neuràlgics de la vall del Po, en particular, Milà, Brescia i Bèrgam. Per això es tenia en compte la importància estratègica d'aquest front per als dos bel·ligerants.
Els italians van construir dues línies principals: el Front Montozzo i la Barrera del Tonale. Les funcions establertes pel comandament italià eren exclusivament defensives (de fet, al davant només hi havia les línies austrohongareses). Al darrere es van construir moltes barreres en les crestes per a crear línies secundàries i terciàries per a donar suport a les línies principals.
A Itàlia li faltaven fortificacions; mentre els austrohongaresos posseïen cinc fortaleses a la zona de rentino-Alto Adige (Strino, Velon, Mero, Zaccarana i Presanella), els italians només en tenien un (Corno d'Aola) a la zona de la Val Camònica.
Però la tàctica de múltiples línies va causar nombrosos problemes, ja que moltes van resultar ineficients o massa dèbils per a resistir mentre que altres es van abandonar per ser innecessàries.

### 1915
Quan el Regne d'Itàlia va declarar la guerra a l'Imperi austrohongarès el 24 maig de 1915, les tropes de cada bàndol es van desplegar a les muntanyes dels seus respectius departaments: el italians van enviar als Alpini (tropes especials de muntanya creades pel general Giuseppe Perrucchetti), mentre que els austrohongaresos van enviar als Standschützen (tropes de civils reclutats precipitadament però compostes pels tiradors i caçadors més precisos i hàbils); malgrat la diferència en l'entrenament d'aquest últims, van resistir fins a l'arribada dels reforços austrohongaresos procedents de Galítsia.

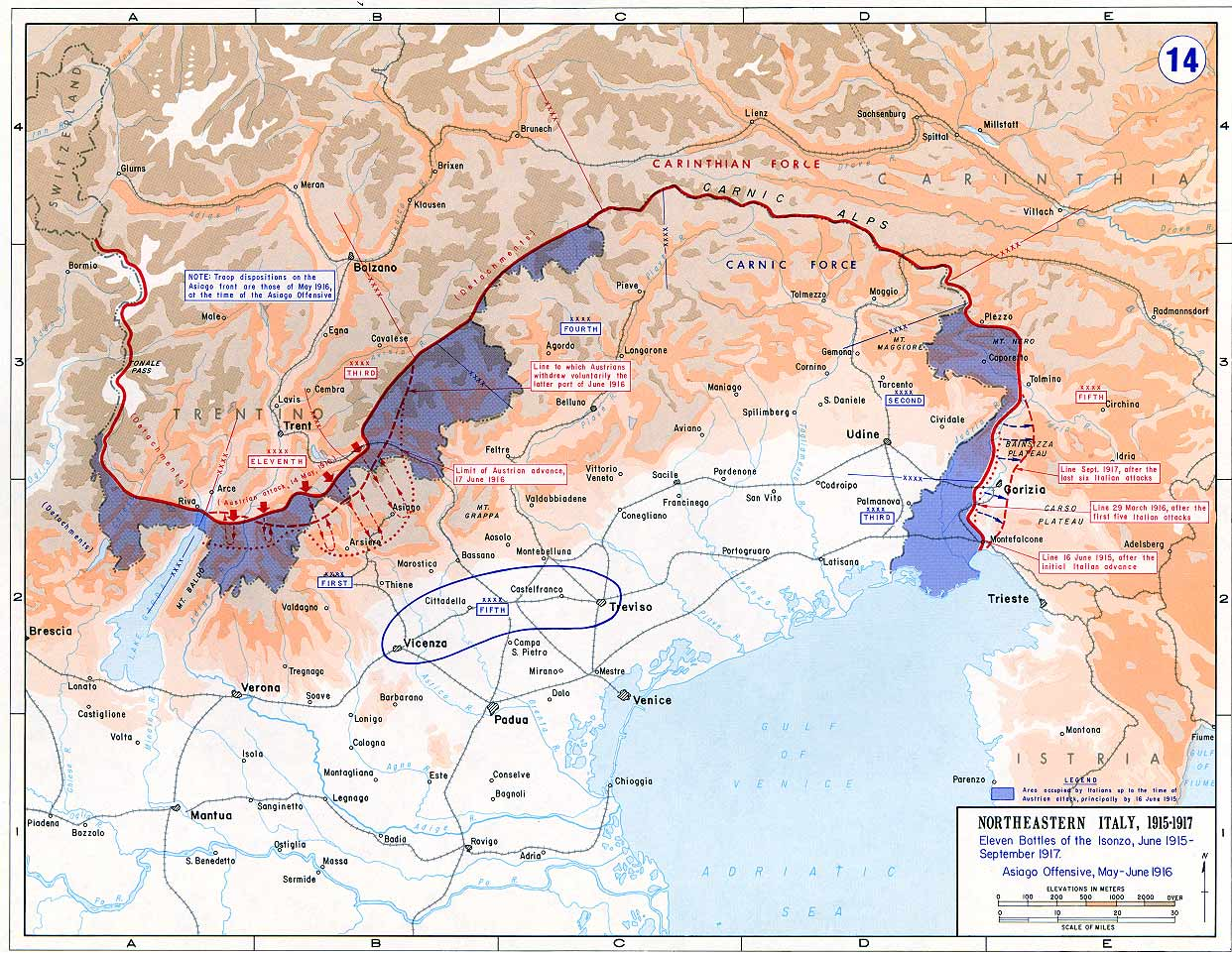
Font italià entre 1915 i1917): Les batalles de l'Isonzo i les conquestes italianes (blau)

La primera acció de la guerra la va realitzar el batalló Morbegno, que tenia la missió d'atacar la glacera Presena per a sorprendre als austrohongaresos i expulsar-los de les crestes de Monticelli; al 9 de juny de 1915 es va dur a terme l'atac, però els Alpini van ser vists per una patrulla i van ser sotmesos a foc de franctiradors enemics que els van obligar a retirar-se. Els austrohongaresos es van adonar que la debilitat italiana va ser la falta d'atenció mostrada cap a les glaceres i van aprofitar això per al seu avantatge.
El 5 de juliol, els austrohongaresos van atacar per sorpresa la guarnició italiana del llac de Campo (situat a la Val Daone), formada per un batalló del 67è Regiment d'Infanteria de la brigada Palermo i dues companyies d'Alpine. Les tropes italianes van patir grans pèrdues, però van aconseguir repel·lir l'atac, obligant als atacants a retirar-se a les seves posicions de partida.
El 15 de juliol, el refugi Giuseppe Garibaldi va ser atacat i defensors italians van ser capaços, un cop més, de resistir.
En el front de la Conca del Montozzo els italians van aconseguir conquerir el Torrione di Albiolo; una conquesta modesta i mancada d'importància estratègica.
Al 25 d'agost, els italians van reprendre l'atac a les crestes de Monticelli amb un resultat diferent del primer atac; aquesta vegada van atacar de nit i, gràcies als escaladors, van sorprendre als austrohongaresos. Un cop ocupada la carena, es va començar immediatament a impulsar fortificacions mitjançant la construcció de casernes, passarel·les, trinxeres, i la instal·lació de barreres de filferro d'arç.
Els generals van rebre l'ordre de continuar l'atac cap a la glacera Presena però, tant el 14 de setembre com el 30 d'octubre, els atacs van ser un fracàs; a més, Itàlia va patir una derrota el 23 de setembre, quan els austrohongaresos del front de Montozzo van recuperar el Torrione d'Albiolo.
Durant tot l'hivern, sobretot a causa del clima, l'acció militar es va calmar i no es van registrar combats.

### 1916
Les hostilitats es van reprendre a la primavera de 1916. El 12 d'abril, el grup d'esquiadors dels Alpini estacionats al refugi de Giuseppe Garibaldi van atacar i conquerir la línia austrohongaresa que serpentejava a través del Lobbia Alta i el Mont Fumo.

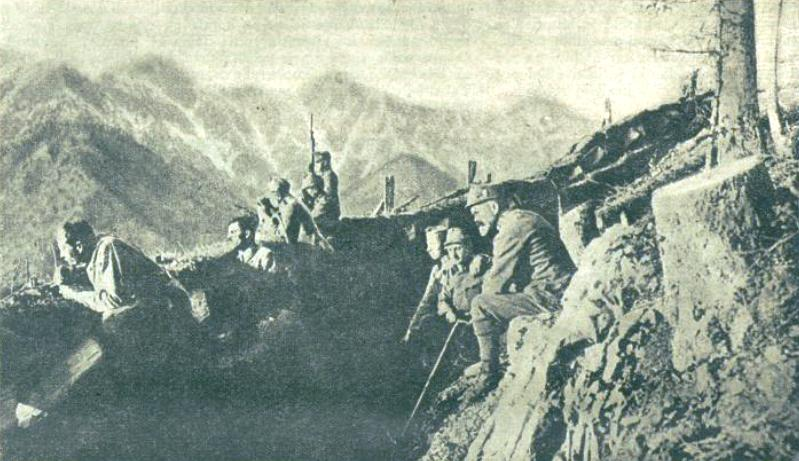
Oficials d'una trinxera de muntanya observant el moviment de les tropes enemigues

Un altre atac va ser llançat entre el 29 i 30 d'abril, aquesta vegada cap al Pas de Cavento; l'èxit va ser només parcial perquè malgrat que els Alpini van aconseguir avançar, van patir moltes baixes a causa dels constants atacs i no van conquerir tota la línia enemiga. Per afegir més problemes, els Alpini no tenien uniformes de camuflatge d'hivern i es van veure obligats a lluitar en les glaceres amb l'uniforme gris-verd. Per primera vegada en aquesta àrea, per a ajudar a la infanteria, es va utilitzar l'artilleria pesant.
El front de l'Adamello va continuar estancat després que l'Ofensiva de Trentin va obligar els generals a treure gran part de la tropa del front de la Vall Camonica per a defensar-se del que havia estat un gran avanç.
Per primera vegada als Alps, per a transportar els subministraments lleugers (menjar, vi, aiguardent...), es van abandonar les fidels mules i van ser reemplaçades per gossos, més ràpids i amb menys necessitats d'alimentació.

### 1917

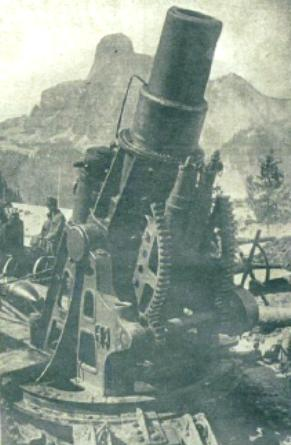
Morter de 305 mm austrohongarès als Alps

Els fronts d'Adamello i Montozzo van gaudir d'una relativa calma durant el 1917.
Les principals batalles van tenir lloc, de fet, a Vèneto i a Friül (on fluïa el riu Isonzo, que va ser l'escenari d'alguns dels combats més intensos).
La principal operació, feta per Itàlia, va ser la conquista del Corno di Cavento. L'acció, que va començar des del pas inferior (conquerit el 1916), va tenir lloc el 15 de juny i va ser tot un èxit dels Alpini (aquest cop no va sorgir cap problema tàctic i l'artilleria pesant va colpejar a l'enemic amb precisió abans del primer atac).
El 27 de setembre va ser el dia més trist per als civils que vivien a la zona, ja que els austrohongaresos, en represàlia pel bombardeig italià, van atacar la ciutat de Ponte di Legno amb bombes incendiàries i projectils de gran calibre, destruint-la per complet i obligant als seus habitants a fugir.
A l'octubre, el front d'Adamello va poder aturar, sense patir grans pèrdues, als austrohongaresos, que avançaven encoratjats per la victòria de Caporetto.
Després d'aquest període, els Alpini van començar a preparar plans per a una contraofensiva.

### 1918

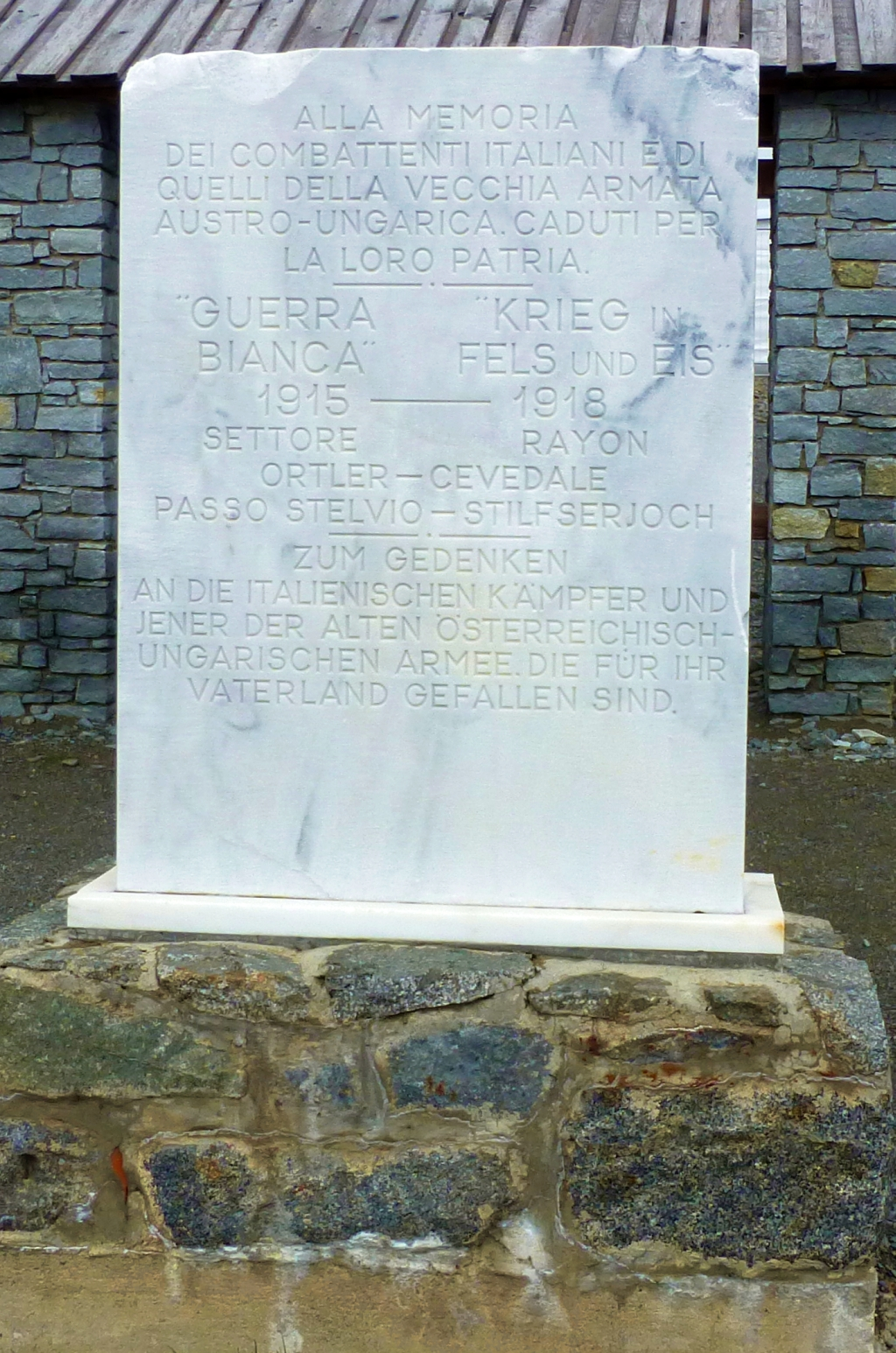
Placa al Pas de l'Stelvio a la memòria de la Guerra Blanca

Després d'algunes escaramusses que van tenir lloc a principis de 1918, els italians van ser capaços d'aconseguir una victòria clau per a l'èxit d'Itàlia en aquest àmbit: la conquesta de la glacera Presena. L'operació, que va tenir lloc entre el 25 i 28 de maig, va ser la més important en aquesta zona: de fet van participar els batallons italians Fiamme Verdi, Edolo, Monte Cavento, Monte Mandrone, Monte Granero, Monte Rosa, Pallanza, Tolmezzo i Val Brenta, diversos escamots d'Arditi, metralladores i 200 peces d'artilleria. L'atac italià no només es va fer per a conquerir Presena, sinó també per a ocupar els pics propers.
Amb l'atac del 13 d'agost, els Alpini van tenir èxit i, després de tres anys de lluites, van recuperar el Torrione di Albiolo, perdut al començament de la guerra el 1915.
L'1 de novembre, es va produir l'atac final: els austrohongaresos, tot i que van tractar de lluitar, no van poder resistir l'atac italià llançat contra el pas del Tonale.
Les tropes de l'exèrcit austrohongarès de la zona van començar a rendir-se i els italians van ser capaços de conquerir tot el Val di Sole i es van dirigir cap a Trento; la guerra a Adamello s'havia acabat.

## Les troballes de la guerra
Degut a l'escalfament global, el gel dels Alps s'està fonent i deixa visibles les restes de la guerra. És tan habitual trobar objectes de la guerra, com diaris personals, cartes, beines, armes, filferros de pues... que els habitants de la zona han fet museus de la guerra.
El 20 d'agost de 2004, es van trobar tres cadàvers als Alps. Gràcies a la roba que portaven posada es van poder identificar com soldats austrohongaresos que van morir durant la batalla de San Matteo, el 3 de setembre de 1918.